# Хасаханов, Дарчи Хасалбекович
Дарчи Хасалбекович Хасаханов (род. 30 декабря 1944, Новосельское, Грозненская область) — чеченский скульптор.

## Биография
Окончил Ростовское художественное училище имени М. Б. Грекова, в 1977 году — Московское высшее художественно-промышленное училище.
В 1978—1994 годах работал в Художественном фонде Чечено-Ингушской АССР. В 1980 году принят в члены Союза художников СССР.
С 2001 года живёт в Германии.

## Творчество
Предпочитает работу с бронзой и медью, использует также камень, мрамор, керамику. Наряду с многочисленными произведениями «малых» форм (медали, значки) создал несколько панорамных рельефов, один из которых раньше украшал здание Дома печати. Автор Мемориала жертвам депортации 1944 года.
Персональные выставки состоялись в Италии (Больцано), Австрии (Инсбрук), Германии (Мюнхен, Шонгау).

## Награды
- премия ЦК ВЛКСМ, Союза художников РСФСР и Министерства культуры РСФСР (1981)[1].